# Мевланакапъ
„Мевланакапъ“ (на турски: Mevlanakapı) е квартал на Истанбул, разположен в градска околия Фатих. Общата му площ е 0,47 км2. Според данни на Адресната система за регистриране на населението (ABPRS) към 2024 г. населението на „Мевланакапъ“ е 17 590 жители.